# Agulha-da-areia
Agulha-da-areia (Ablennes hians) é um peixe actinopterígeo pertencente à família Belonidae. Ocorre em água tropicais e temperadas quentes. Atinge um comprimento máximo de 140 cm e um peso máximo de cerca de 5 kg. Dorsalmente apresenta uma coloração preta azulada e o ventre é prateado. O corpo apresenta uma elevada compressão lateral.
A sua alimentação é à base de pequenos peixes.
É utilizado na alimentação humana e vendido em estado fresco, salgado, fumado ou congelado.
É uma espécie ovípara.

## Outras denominações
- Agudja (Cabo Verde)
- Agulha (Angola, Brasil e Cabo Verde)
- Agulha espada (São Tomé e Príncipe)
- Agulha lisa (Moçambique)
- Agulheta imperial da Guiné (Cabo Verde)
- Gudja (Cabo Verde)
- Miriassanga (Cabo Verde)
- Zambaia-taba (Brasil)
- Agulha-da-areia é utilizado em Portugal, Cabo Verde e Angola